# Futuna (Vanuatu)
Futuna is een klein eilandje in het uiterste zuidoosten van de provincie Tafea van de eilandenrepubliek Vanuatu.
Het eiland ligt 101 km ten oosten van Tanna en 310 km van de hoofdstad Port Vila. Het eiland is ontstaan uit een vulkaan die minstens 11.000 jaar geleden uitbarstte en uit zee oprees. Het hoogste punt is 666 m boven zeeniveau.
Dit eiland wordt ook wel West-Futuna genoemd om verwarring te voorkomen met Wallis en Futuna, een Frans overzees gebiedsdeel ten noordoosten van Fiji en ten westen van Samoa.

## Bevolking
Net als het nabijgelegen eilandje Aniwa is de bevolking hier Polynesisch (en niet Melanesisch zoals de rest van Vanuatu) van oorsprong. De taal die ze spreken is een Polynesisch dialect. In 2009 woonden er 535 mensen in vijf verschillende dorpen. Er is een vliegveld op een schiereiland in het noordoosten.